# 松永力哉
松永 力哉（まつなが　りきや、1969年10月18日-）は日本の俳優。長野県長野市出身。劇団6番シード旗揚げメンバーのひとり。近年は長野で後進の育成・指導にあたっている。

## 人物
明治大学法学部卒。在学中には明治大学SF研究会に所属し、脚本家園田英樹、漫画家鎌やんらと交流している。また、特撮・アニメファンであり、下積み時代にはヒーローショーでスタントを経験している。

## 出演作品

### テレビ
- キライじゃないぜ
- 命ささえて
- とっても母娘
- 安楽椅子探偵の聖夜〜消えたテディ・ベアの謎〜
- こちら第三社会部[1]
- 安楽椅子探偵と笛吹家の一族[2]

### 映画
- ゴジラVSモスラ（テレビカメラマン）
- ねばーぎぶあっぷ

### VP
- 日経ビデオ「すぐわかる会社の仕事・役割」

### 舞台
- 桐の林で、二十日鼠を殺すには
- 星より昂く〜カバン持ちサムの恋
- ミュージカル「Dream」